# نوکیا ۶۷۲۰ کلاسیک
نوکیا ۶۷۲۰ کلاسیک یک‌نمونه از گوشی‌های تلفن همراه سری ۶۰۰۰ شرکت نوکیا می‌باشد که توسط همین شرکت به بازار عرضه شده‌است.